# 숲실초등학교
숲실초등학교는 대한민국 강원특별자치도 강릉시 강동면 임곡리에 있는 공립 초등학교이다.

## 학교 연혁
- 1940.04.01 강동국민학교 부설 임간간이학교 인가
- 1944.05.01 임곡국민학교 설립인가
- 1944.06.13 개교
- 1990.11.05 교사 개축 준공
- 1996.03.01 임곡초등학교로 개칭
- 2010.10.21 현 교사 증축 리모델링
- 2012.02.21 "학교문화 우수학교" 교육기술부장관 표창
- 2015.02.12 제66회 졸업식(졸업생 총 1496명)
- 2015.03.01 제31대 홍창근 교장선생님 부임
- 2024.03.01 숲실초등학교로 교명 변경'